# Jauchzet Gott in allen Landen
Jauchzet Gott in allen Landen (BWV 51) ist eine Solokantate für Sopran von Johann Sebastian Bach.

## Entstehung
Weder der Textdichter noch das genaue Entstehungsjahr der Kantate sind bekannt. Komponiert wurde sie in Leipzig für den 15. Sonntag nach Trinitatis. Als wahrscheinliches Entstehungsjahr wird 1730 angenommen.

## Thematik
Als eine der wenigen Kirchenkantaten trägt das Autograph Bachs handschriftlichen Vermerk „et In ogni Tempo“, was den Text in gewissem Maße von dem Anspruch entbindet, in Bezug zur Evangelienlesung des entsprechenden Sonntags zu stehen. Das Werk ist in seiner einleitenden Arie und dem vierten Satz ganz auf Jubel und Lobpreis Gottes ausgerichtet, während die Binnensätze, das Rezitativ und die zweite Arie, den Charakter eines Gebetes haben. Der Choralstrophe Sei Lob und Preis mit Ehren (aus dem Choral Nun lob, mein Seel, den Herren von Johann Gramann, 1549) ist ein abschließendes „Alleluja“ angefügt.

## Besetzung und Aufbau
Die Besetzung umfasst Solo-Sopran, Tromba in C, Violine I/II, Viola und Basso continuo.
1. Aria S (Tr, Vl I/II, Va, Bc): Jauchzet Gott in allen Landen
2. Recitativo S (Vl I/II, Va, Bc): Wir beten zu dem Tempel an
3. Aria S (Bc): Höchster, mache deine Güte
4. Choral S (Vl I/II, Bc): Sei Lob und Preis mit Ehren
5. [Aria S (Tr, Vl I/II, Va, Bc): Alleluja]

## Besonderheiten
Jauchzet Gott in allen Landen ist eine der bekanntesten Kantaten Bachs. Die Besetzung ist in seinem geistlichen Werk einmalig und verlangt sowohl der Solostimme als auch der Trompete sehr große Leistungen bezüglich Tonhöhe und Virtuosität ab. Man darf vermuten, dass der Trompetenpart der Uraufführung von dem für sein brillantes Spiel bekannten Leipziger Ratsmusiker Gottfried Reiche übernommen wurde. Die Sopranstimme gab der Bachforschung lange Zeit Rätsel auf, weil damals einerseits in Leipzig Frauen als Sängerinnen in Kirchen nicht zugelassen waren, andererseits die Solopartie solch hohe Anforderungen stellt, dass sie wohl kaum von einem Knabensopran heutigen Formats hätte ausgeführt werden können. Die Erklärung hierfür ist, dass zu Bachs Zeit der Stimmbruch bei Knaben üblicherweise erst mit 16 oder 17 Jahren einsetzte (siehe Akzeleration). Bach konnte also Knabensopräne einsetzen, die über eine aufgrund ihres Körperbaus bessere Atem- und Stütztechnik einerseits und eine aufgrund ihres Alters verlängerte Ausbildungszeit andererseits verfügten. Eine seltene Illustration dieses Umstandes bietet die Aufnahme des südafrikanischen Knabensoprans Clint van der Linde, der die Kantate im Alter von beinahe 16 Jahren einsang.
Der erste Satz hat einen ausgeprägt konzertant-virtuosen Charakter, während die Instrumente, diesmal ohne die Trompete, im zweiten und dritten Teil nur begleitende Funktionen für die Soprankoloraturen haben. Der als Choralbearbeitung angelegte vierte Satz kehrt dieses Prinzip wiederum um: Die Choralmelodie wird von der Solostimme in schlichter Form vorgetragen, begleitet von zwei konzertanten Violinen. Der Choral geht im abschließenden fünften Satz in ein als Fuge angelegtes Finale über, in das nun auch wieder die Trompete einstimmt.
Von der Kantate existiert ebenfalls eine Fassung des Sohnes Wilhelm Friedemann Bach, der eine zweite Trompete und Pauken hinzufügte.

## Einspielungen (Auswahl)
DVD
- Johann Sebastian Bach: Jauchzet Gott in allen Landen. Kantate BWV 51. Rudolf Lutz, Orchester der J. S. Bach-Stiftung, Sibylla Rubens (Sopran). Samt Einführungsworkshop sowie Reflexion von Adolf Muschg. Gallus Media, 2017.[1]